# Morti nel 2014/Ottobre
| Questa pagina contiene informazioni ricavate automaticamente dalle voci biografiche con l'ausilio del template Bio e di un bot. L'aggiornamento è periodico e automatico e ricostruisce completamente la pagina. Se manca una persona in questa lista, sei pregato di non aggiungerla, ma accertati piuttosto che la sua voce biografica contenga il template Bio e che i dati anagrafici siano correttamente compilati. Se il template Bio manca, inseriscilo tu stesso o, in alternativa, metti l'avviso {{tmp\|Bio}} che ne segnala la mancanza. Se i dati riportati sono sbagliati, correggi direttamente la voce biografica; le modifiche saranno visibili in questa lista entro pochi giorni. Per chiarimenti vedi il progetto biografie. La lista contiene solo le 182 persone che sono citate nell'enciclopedia e per le quali è stato implementato correttamente il template Bio. Pagina aggiornata al 10 mag 2025. |

- 1º ottobre - Antonio Guarino, giurista e politico italiano (n. 1914)
- 1º ottobre - Greg Hyder, cestista statunitense (n. 1948)
- 1º ottobre - Silvano Magheri, calciatore italiano (n. 1933)
- 1º ottobre - Charlie Paulk, cestista statunitense (n. 1946)
- 1º ottobre - Robert Serra, politico venezuelano (n. 1987)
- 1º ottobre - Xu Lizhi, poeta cinese (n. 1990)
- 1º ottobre - Lynsey de Paul, cantante britannica (n. 1948)
- 2 ottobre - Fëdor Bogdanovskij, sollevatore sovietico (n. 1930)
- 2 ottobre - André Buffière, cestista e allenatore di pallacanestro francese (n. 1922)
- 2 ottobre - Eduardo Kucharski, cestista e allenatore di pallacanestro spagnolo (n. 1925)
- 2 ottobre - György Lázár, politico ungherese (n. 1924)
- 2 ottobre - Pedro Peña, attore spagnolo (n. 1925)
- 2 ottobre - The Spaceape, poeta britannico (n. 1970)
- 2 ottobre - Elvio Ubaldi, politico italiano (n. 1947)
- 3 ottobre - Peer Augustinski, attore, doppiatore e conduttore radiofonico tedesco (n. 1940)
- 3 ottobre - George DeCicco, mafioso statunitense (n. 1929)
- 3 ottobre - Umberto Ginocchietti, stilista e imprenditore italiano (n. 1940)
- 3 ottobre - Alan Henning, attivista britannico (n. 1967)
- 3 ottobre - Luigi Luise, rugbista a 15, rugbista a 13 e allenatore di rugby a 15 italiano (n. 1927)
- 3 ottobre - Jean-Jacques Marcel, calciatore francese (n. 1931)
- 3 ottobre - Markus Pilz, atleta paralimpico tedesco (n. 1962)
- 3 ottobre - Lori Sandri, allenatore di calcio e calciatore brasiliano (n. 1949)
- 4 ottobre - Fëdor Čerenkov, calciatore e allenatore di calcio russo (n. 1959)
- 4 ottobre - Jean-Claude Duvalier, politico haitiano (n. 1951)
- 4 ottobre - Hans Heinrich Schmid, teologo svizzero (n. 1937)
- 5 ottobre - Lorenzo Bartoli, fumettista, romanziere e sceneggiatore italiano (n. 1966)
- 5 ottobre - John Best, calciatore, allenatore di calcio e dirigente sportivo inglese (n. 1940)
- 5 ottobre - Charlie Butler, cestista statunitense (n. 1920)
- 5 ottobre - Andrea De Cesaris, pilota automobilistico italiano (n. 1959)
- 5 ottobre - Anna Maria Gherardi, attrice italiana (n. 1939)
- 5 ottobre - Göte Hagström, siepista e mezzofondista svedese (n. 1918)
- 5 ottobre - Geoffrey Holder, attore, coreografo e regista teatrale trinidadiano (n. 1930)
- 5 ottobre - Adalberto Lepri, lottatore italiano (n. 1929)
- 5 ottobre - Jurij Petrovič Ljubimov, attore e regista sovietico (n. 1917)
- 5 ottobre - Arin Mirkan, militare curda
- 5 ottobre - Jack Turner, cestista statunitense (n. 1930)
- 5 ottobre - Misty Upham, attrice statunitense (n. 1982)
- 6 ottobre - Feridun Buğeker, calciatore turco (n. 1933)
- 6 ottobre - Igor Mitoraj, scultore e pittore polacco (n. 1944)
- 6 ottobre - Pavlo Ivanovyč Muravs'kyj, compositore, direttore d'orchestra e educatore ucraino (n. 1914)
- 6 ottobre - Marian Seldes, attrice statunitense (n. 1928)
- 7 ottobre - Ugo Carrega, artista e poeta italiano (n. 1935)
- 7 ottobre - Jadwiga Korbasińska, cestista polacca (n. 1946)
- 7 ottobre - Siegfried Lenz, scrittore tedesco (n. 1926)
- 7 ottobre - Nando Orfei, circense e attore italiano (n. 1934)
- 7 ottobre - Louis Provelli, calciatore francese (n. 1939)
- 7 ottobre - Iva Withers, attrice e cantante canadese (n. 1917)
- 8 ottobre - Marcel Ongenae, ciclista su strada belga (n. 1934)
- 8 ottobre - Rudolf Stanček, cestista e allenatore di pallacanestro cecoslovacco (n. 1928)
- 9 ottobre - Jan Hooks, attrice, comica e doppiatrice statunitense (n. 1957)
- 9 ottobre - Carolyn Kizer, poetessa e traduttrice statunitense (n. 1925)
- 10 ottobre - Finn Lied, ufficiale e politico norvegese (n. 1916)
- 10 ottobre - Lari Ketner, cestista e allenatore di pallacanestro statunitense (n. 1977)
- 10 ottobre - Matt Koehl, politico statunitense (n. 1935)
- 11 ottobre - Vittorino Canciani, presbitero, teologo e scrittore italiano (n. 1925)
- 11 ottobre - Anita Cerquetti, soprano italiano (n. 1931)
- 11 ottobre - Tanhum Cohen-Mintz, cestista israeliano (n. 1939)
- 11 ottobre - Enzo Demattè, scrittore, saggista e poeta italiano (n. 1927)
- 11 ottobre - Don Gauf, hockeista su ghiaccio canadese (n. 1927)
- 11 ottobre - Carmelo Simeone, calciatore argentino (n. 1934)
- 12 ottobre - Roberto Cordeschi, filosofo italiano (n. 1946)
- 12 ottobre - Emilio Picasso, fisico italiano (n. 1927)
- 12 ottobre - Roberto Telch, calciatore argentino (n. 1943)
- 13 ottobre - Antonio Cafiero, politico argentino (n. 1922)
- 13 ottobre - Renzo Cappellaro, calciatore e allenatore di calcio italiano (n. 1937)
- 13 ottobre - Natale Colla, calciatore italiano (n. 1931)
- 13 ottobre - Giancarlo Ferri, politico italiano (n. 1929)
- 13 ottobre - Elizabeth Norment, attrice statunitense (n. 1952)
- 13 ottobre - Pontus Segerström, calciatore svedese (n. 1981)
- 13 ottobre - Furio Stella, giornalista e scrittore italiano (n. 1957)
- 14 ottobre - Marcello Argilli, giornalista e scrittore italiano (n. 1926)
- 14 ottobre - Helmut Nordhaus, calciatore tedesco orientale (n. 1922)
- 14 ottobre - Isaiah "Ikey" Owens, tastierista statunitense (n. 1974)
- 14 ottobre - Elizabeth Peña, attrice statunitense (n. 1959)
- 14 ottobre - Giuseppe Resta, politico e odontoiatra italiano (n. 1938)
- 14 ottobre - Gianni Zanasi, giornalista e rugbista a 15 italiano (n. 1931)
- 15 ottobre - Marie Dubois, attrice francese (n. 1937)
- 15 ottobre - Mariella Gramaglia, politica italiana (n. 1949)
- 15 ottobre - Giovanni Reale, filosofo, storico della filosofia e traduttore italiano (n. 1931)
- 15 ottobre - Giorgio Rebuffi, disegnatore e fumettista italiano (n. 1928)
- 16 ottobre - Ennio Baiardi, politico italiano (n. 1928)
- 16 ottobre - Allen Forte, teorico musicale e musicologo statunitense (n. 1926)
- 16 ottobre - Tim Hauser, cantante, produttore discografico e arrangiatore statunitense (n. 1941)
- 16 ottobre - Seppo Kuusela, cestista e allenatore di pallacanestro finlandese (n. 1934)
- 16 ottobre - John Spencer-Churchill, XI duca di Marlborough, nobile britannico (n. 1926)
- 16 ottobre - Sergio Zampetti, flautista italiano (n. 1971)
- 17 ottobre - Gero Bisanz, allenatore di calcio e calciatore tedesco (n. 1935)
- 17 ottobre - Claude Brodin, schermidore francese (n. 1934)
- 17 ottobre - Dominot, attore e mimo italiano (n. 1930)
- 17 ottobre - Masaru Emoto, saggista e pseudoscienziato giapponese (n. 1943)
- 17 ottobre - Vladimír Hrivnák, calciatore cecoslovacco (n. 1945)
- 17 ottobre - Juhani Kala, cestista finlandese (n. 1934)
- 17 ottobre - Tom Shaw, vescovo anglicano statunitense (n. 1945)
- 17 ottobre - Anna Nakagawa, attrice giapponese (n. 1965)
- 17 ottobre - Daisuke Oku, calciatore giapponese (n. 1976)
- 18 ottobre - Renato Donazzon, politico italiano (n. 1940)
- 18 ottobre - Efua Dorkenoo, attivista ghanese (n. 1949)
- 18 ottobre - Luigi Gnocchi, velocista italiano (n. 1933)
- 18 ottobre - Claude Ollier, scrittore francese (n. 1922)
- 18 ottobre - Melford E. Spiro, antropologo e storico delle religioni statunitense (n. 1920)
- 19 ottobre - Nunzio Bibbò, scultore italiano (n. 1946)
- 19 ottobre - Maria Giulia Cardini, partigiana italiana (n. 1921)
- 19 ottobre - Pasquale Cavicchia, calciatore italiano (n. 1942)
- 19 ottobre - John Holt, cantautore giamaicano (n. 1947)
- 19 ottobre - Étienne Mourrut, politico francese (n. 1939)
- 19 ottobre - Raphael Ravenscroft, sassofonista britannico (n. 1954)
- 19 ottobre - Miloslava Rezková, altista cecoslovacca (n. 1950)
- 20 ottobre - José Luis Abós, allenatore di pallacanestro e dirigente sportivo spagnolo (n. 1961)
- 20 ottobre - Sandro Allegretti, restauratore e pittore italiano (n. 1938)
- 20 ottobre - Ox Baker, wrestler statunitense (n. 1934)
- 20 ottobre - Gerd Bonk, sollevatore tedesco orientale (n. 1951)
- 20 ottobre - René Burri, fotografo svizzero (n. 1933)
- 20 ottobre - Christophe de Margerie, dirigente d'azienda francese (n. 1951)
- 20 ottobre - Pavle Merkù, compositore, etnomusicologo e linguista sloveno (n. 1927)
- 20 ottobre - Manoel Raymundo Pais de Almeida, imprenditore, dirigente sportivo e allenatore di calcio brasiliano (n. 1921)
- 20 ottobre - Oscar de la Renta, stilista dominicano (n. 1932)
- 21 ottobre - James Guy Barrett, calciatore inglese (n. 1930)
- 21 ottobre - Ben Bradlee, giornalista e saggista statunitense (n. 1921)
- 21 ottobre - Lilli Carati, attrice italiana (n. 1956)
- 21 ottobre - Gianluca Cerrina Feroni, politico e sindacalista italiano (n. 1939)
- 21 ottobre - Johnny Lee Clary, politico, wrestler e predicatore statunitense (n. 1959)
- 21 ottobre - Laurențiu Dumănoiu, pallavolista rumeno (n. 1951)
- 21 ottobre - Giovanni Gagino, pittore italiano (n. 1924)
- 21 ottobre - Friedrich Wilhelm Gerber, pastore protestante tedesco (n. 1932)
- 21 ottobre - Wilf Gibson, violinista britannico (n. 1945)
- 21 ottobre - Mohammad-Reza Mahdavi Kani, politico e scrittore iraniano (n. 1931)
- 21 ottobre - Rudolf Schmid, slittinista austriaco (n. 1951)
- 21 ottobre - Gough Whitlam, politico australiano (n. 1916)
- 22 ottobre - Pasquale Esposito, flautista italiano (n. 1926)
- 22 ottobre - Rinat Safin, biatleta sovietico (n. 1940)
- 22 ottobre - Luitfried Salvini-Plawen, naturalista austriaco (n. 1939)
- 22 ottobre - Alberto Varvaro, filologo italiano (n. 1934)
- 23 ottobre - Tullio Regge, fisico e matematico italiano (n. 1931)
- 23 ottobre - Davide Rota, scrittore e attore italiano (n. 1959)
- 23 ottobre - Raleigh Trevelyan, scrittore inglese (n. 1923)
- 23 ottobre - Lorenzo Valditara, generale italiano (n. 1921)
- 24 ottobre - Lorenzo Albacete, presbitero, teologo e giornalista statunitense (n. 1941)
- 24 ottobre - Augusto Bianchi Rizzi, commediografo, scrittore e attore italiano (n. 1940)
- 24 ottobre - Graziella Lupo, chirurga italiana (n. 1920)
- 24 ottobre - Mbulaeni Mulaudzi, mezzofondista sudafricano (n. 1980)
- 24 ottobre - Zilda Ulbrich Schützer, cestista e pallavolista brasiliana (n. 1927)
- 25 ottobre - Jack Bruce, musicista, compositore e cantante britannico (n. 1943)
- 25 ottobre - Bruno Cicogna, calciatore italiano (n. 1937)
- 25 ottobre - Jean-Michel Coulon, pittore francese (n. 1920)
- 25 ottobre - Reyhaneh Jabbari, iraniana (n. 1988)
- 25 ottobre - Ezio Savino, scrittore, grecista e latinista italiano (n. 1949)
- 25 ottobre - Carla Stampacchia, politica italiana (n. 1930)
- 25 ottobre - Marcia Strassman, attrice statunitense (n. 1948)
- 26 ottobre - Genpei Akasegawa, artista giapponese (n. 1937)
- 26 ottobre - Mo Collins, giocatore di football americano statunitense (n. 1976)
- 26 ottobre - Remo Lugli, giornalista e scrittore italiano (n. 1920)
- 26 ottobre - Senzo Meyiwa, calciatore sudafricano (n. 1987)
- 26 ottobre - Oscar Orefici, giornalista, scrittore e autore televisivo italiano (n. 1946)
- 26 ottobre - Nikola Părčanov, calciatore bulgaro (n. 1934)
- 26 ottobre - Nerino Rossi, scrittore, giornalista e politico italiano (n. 1925)
- 26 ottobre - Lucio Sangermano, velocista italiano (n. 1932)
- 26 ottobre - Antonio Terenghi, fumettista italiano (n. 1921)
- 26 ottobre - Bob Wood, cestista statunitense (n. 1921)
- 27 ottobre - Daniel Boulanger, scrittore, drammaturgo e poeta francese (n. 1922)
- 27 ottobre - Bob Kenney, cestista statunitense (n. 1931)
- 27 ottobre - Doug Laing, pallanuotista australiano (n. 1931)
- 27 ottobre - Bill Orchard, pallanuotista e medico australiano (n. 1929)
- 27 ottobre - Reidar Sundby, calciatore norvegese (n. 1926)
- 28 ottobre - Nu'man Gum'a, politico egiziano (n. 1937)
- 28 ottobre - Víctor Hernández Jara, cestista uruguaiano (n. 1944)
- 28 ottobre - Galway Kinnell, poeta statunitense (n. 1927)
- 28 ottobre - Nedo Logli, ciclista su strada italiano (n. 1923)
- 28 ottobre - Jim Paxson, cestista statunitense (n. 1932)
- 28 ottobre - Michael Sata, politico zambiano (n. 1937)
- 28 ottobre - Nicolae Viciu, cestista rumeno (n. 1939)
- 29 ottobre - Rainer Hasler, calciatore liechtensteinese (n. 1958)
- 29 ottobre - Klas Ingesson, calciatore e allenatore di calcio svedese (n. 1968)
- 29 ottobre - Antonio Sibilia, imprenditore e dirigente sportivo italiano (n. 1920)
- 30 ottobre - Renée Asherson, attrice britannica (n. 1915)
- 30 ottobre - Xavier de Villepin, funzionario e politico francese (n. 1926)
- 30 ottobre - Thomas Menino, politico statunitense (n. 1942)
- 31 ottobre - Michael Alsbury, astronauta statunitense (n. 1975)
- 31 ottobre - Armando Cavazzuti, calciatore e allenatore di calcio italiano (n. 1929)
- 31 ottobre - Käbi Laretei, pianista svedese (n. 1922)
- 31 ottobre - Claudine Merlin, montatrice francese (n. 1929)
- 31 ottobre - Oldair, calciatore brasiliano (n. 1939)
- 31 ottobre - Bibbi Segerström, nuotatrice svedese (n. 1943)